# انجی هارمون
 انجی هارمون (انگلیسی: Angie Harmon؛ زادهٔ ۱۰ اوت ۱۹۷۲) یک هنرپیشه، و مانکن اهل ایالات متحده آمریکا است. وی از سال ۱۹۹۵ میلادی تاکنون مشغول فعالیت بوده‌است.
از فیلم‌ها یا برنامه‌های تلویزیونی که وی در آن نقش داشته است می‌توان به شوخی با دیک و جین، سگ‌های چمن، معامله و نصیحت مفید اشاره کرد.